# René Lévesque
René Lévesque (en francés quebequés: /ʁœ'ne leˈvaɪ̯k/; Campbellton, Nuevo Brunswick, 24 de agosto de 1922 - Montreal, 1 de noviembre de 1987) fue un periodista y político canadiense, ligado al nacionalismo quebequés. Fue fundador del Partido Quebequés, formación de corte independentista, y ejerció como primer ministro de Quebec desde 1976 hasta 1985.
Durante su mandato, impulsó en 1980 un referéndum de autodeterminación, convirtiéndose en el primer político desde tiempos de la Confederación Canadiense que propuso la separación de Quebec del resto de Canadá. Cuando el electorado quebequés rechazó la secesión, Lévesque negoció con el Gobierno canadiense la aceptación de una nueva Constitución de Canadá, donde se reconocieran sus reclamaciones. Además, realizó políticas por la normalización lingüística como la Carta de la lengua francesa de 1977, en la que se declaraba el francés como la única lengua oficial de Quebec.

## Biografía

### Estudios y carrera periodística
Lévesque vivió su infancia New Carlisle, una pequeña ciudad situada en la división de Gaspésie–Îles-de-la-Madeleine. Sin embargo, nació en Campbellton (Nuevo Brunswick) porque era la ciudad más cercana con hospital. Se crio como el menor de cuatro hermanos, en el seno de una familia de clase acomodada. Su padre Dominic Lévesque trabajaba como abogado, oficio que también ejerció su hermano mayor. Después de completar los estudios obligatorios en New Carlisle, se trasladó a una escuela jesuita en Gaspé y allí estudió humanismo. Cuando su padre falleció en 1937, toda la familia se mudó a la ciudad de Quebec, donde René retomó sus estudios en otra institución jesuita, el Saint-Charles-Garnier. Posteriormente, ingresó en la Universidad Laval en 1943, pero abandonó al poco tiempo. Aunque su familia sólo hablaba francés en casa, René también dominaba el inglés gracias al contacto con sus vecinos, al vivir en una ciudad de mayoría anglófona.
Con 14 años trabajó como locutor en una emisora de radio en su ciudad y descubrió que el periodismo era una de sus vocaciones. Durante todo ese tiempo compaginó los estudios con trabajos como redactor en cadenas locales. En 1944, el ejército de los Estados Unidos reclutó periodistas que hablaban varios idiomas para poner en marcha un servicio internacional de radio en Europa, Voz de América. Lévesque trabajó allí como corresponsal de guerra durante la Segunda Guerra Mundial. Comenzó en Londres, donde reportó los bombardeos de la Luftwaffe, y después informó sobre el terreno de los avances de las tropas aliadas a través de Francia, Austria y Alemania. Durante la guerra realizó crónicas para el ejército y los medios de comunicación y fue uno de los primeros en informar de la llegada al campo de concentración de Dachau.
Cuando la guerra terminó, Lévesque se mudó a Montreal y trabajó para Radio Canadá Internacional. En 1947 se casó con Louise L'Heureux, hija del editor del diario L'Action catholique. La pareja tuvo tres hijos: Peter, Claude y Suzanne. Lévesque volvió a ejercer como corresponsal de guerra en 1952 durante la guerra de Corea. Al volver, rechazó ofertas para trabajar en Estados Unidos y continuó en la radiotelevisión pública de Canadá, donde dirigió el programa Point de Mire para el servicio francófono Télévision de Radio-Canadá. Allí duró hasta 1959, cuando la dirección le retiró su espacio de reportajes. Meses antes, apoyó una huelga de realizadores que duró tres meses e incluso fue arrestado junto a otras 29 personas tras una manifestación con incidentes.

### Inicios en política

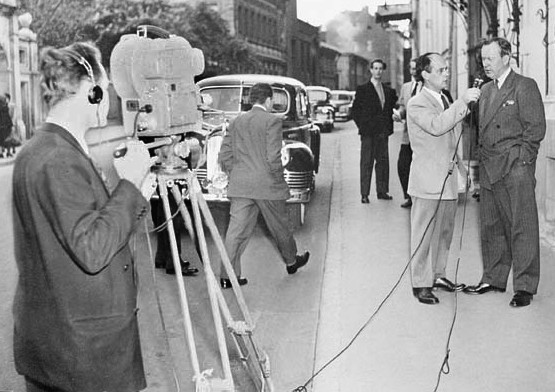
Entrevista de Lévesque para CBC en 1955, al ministro de Asuntos Exteriores canadiense Lester B. Pearson.

René Lévesque abandonó Télévision de Radio-Canadá el 24 de abril de 1960, y poco tiempo después anunció que entraría en política. En las elecciones generales de Quebec del 22 de junio de 1960, fue elegido diputado de la Asamblea Nacional de Quebec por el Partido Liberal, en la circunscripción de Montréal-Laurier. Su partido venció los comicios, y el nuevo primer ministro, Jean Lesage, le nombró ministro de recursos hidroeléctricos y obras públicas. Un año después, a su puesto se le añadió el control de las minas, y pasó a ser titular del Ministerio de Recursos Naturales.
Como ministro de recursos, jugó un papel importante en la nacionalización de las compañías hidroeléctricas. A lo largo de la década, la sociedad estatal Hydro-Québec se hizo con todos los distribuidores privados de electricidad de Quebec. La nacionalización fue una de las principales medidas que se tomaron en la Revolución Tranquila, periodo en el que la economía de Quebec se asemejó a la de las provincias canadienses más boyantes.
Desde octubre de 1965 hasta junio de 1966, Lévesque cambió de cartera, y se convirtió en el ministro de Familia y Bienestar social. Bajo su cargo, tomó medidas como otorgar ayudas públicas a las familias monoparentales, y adoptar un servicio de asistencia médica gratuito y universal. En 1966 la Unión Nacional venció en las elecciones, por lo que Lévesque tuvo que dejar sus cargos. Sin embargo, mantuvo su escaño en la Asamblea Nacional y pasó a la oposición.

### Creación del Partido Quebequés
Por primera vez, en las elecciones de 1966 se presentaron partidos políticos a favor de la independencia de Quebec, aunque no obtuvieron representación parlamentaria: Ralliement National y RIN. La opción secesionista había aumentado con el paso de los años y en 1967 el presidente de Francia, el general Charles de Gaulle, gritó en un discurso en Montreal la expresión «Vive le Québec libre», algo que le dio relevancia internacional. La ideología de René Lévesque también evolucionó y dejó de ser un federalista canadiense para apoyar el nacionalismo quebequés.
En verano de 1967, Lévesque presentó una propuesta en la convención del Partido Liberal para que se adoptaran posiciones nacionalistas y se defendiera la secesión. Sin embargo, el congreso del partido rechazó el debate, por lo que Lévesque se dio de baja el 14 de octubre de ese año. Pese a su marcha, se mantuvo como diputado no adscrito hasta las elecciones de 1970. Para defender sus tesis fundó un grupo llamado Mouvement Souveraineté-Association (Movimiento Soberanía-Asociación), que defendía la soberanía de Quebec con una asociación en lo económico con Canadá, similar a la Comunidad Económica Europea. El grupo se fusionó en 1968 con Ralliement National para crear un nuevo partido, el Parti Québécois (Partido Quebequés). Sobre esta formación se unieron todas las fuerzas independentistas de Quebec.
En las elecciones de 1970 el Partido Quebequés obtuvo siete escaños y en las de 1973 se convirtió en la segunda fuerza política. Sin embargo, René Lévesque no obtuvo un acta de diputado por el sistema electoral, y pese a ser el líder de su partido se quedó fuera de la Asamblea Nacional durante seis años. Durante ese tiempo compaginó su cargo con colaboraciones en los diarios Le Journal de Montréal y Le Journal de Québec. 
En 1976 se produjo un vuelco electoral. El Partido Quebequés ganó las elecciones con 71 escaños (41,1% de los votos) y Lévesque obtuvo un acta por la circunscripción de Taillon, por lo que se convirtió en primer ministro de Quebec. El partido presentó un programa político basado en la normalización lingüística, con prioridad para la comunidad francófona, y prometió la celebración de un referéndum vinculante de autodeterminación.

### Primer ministro de Quebec

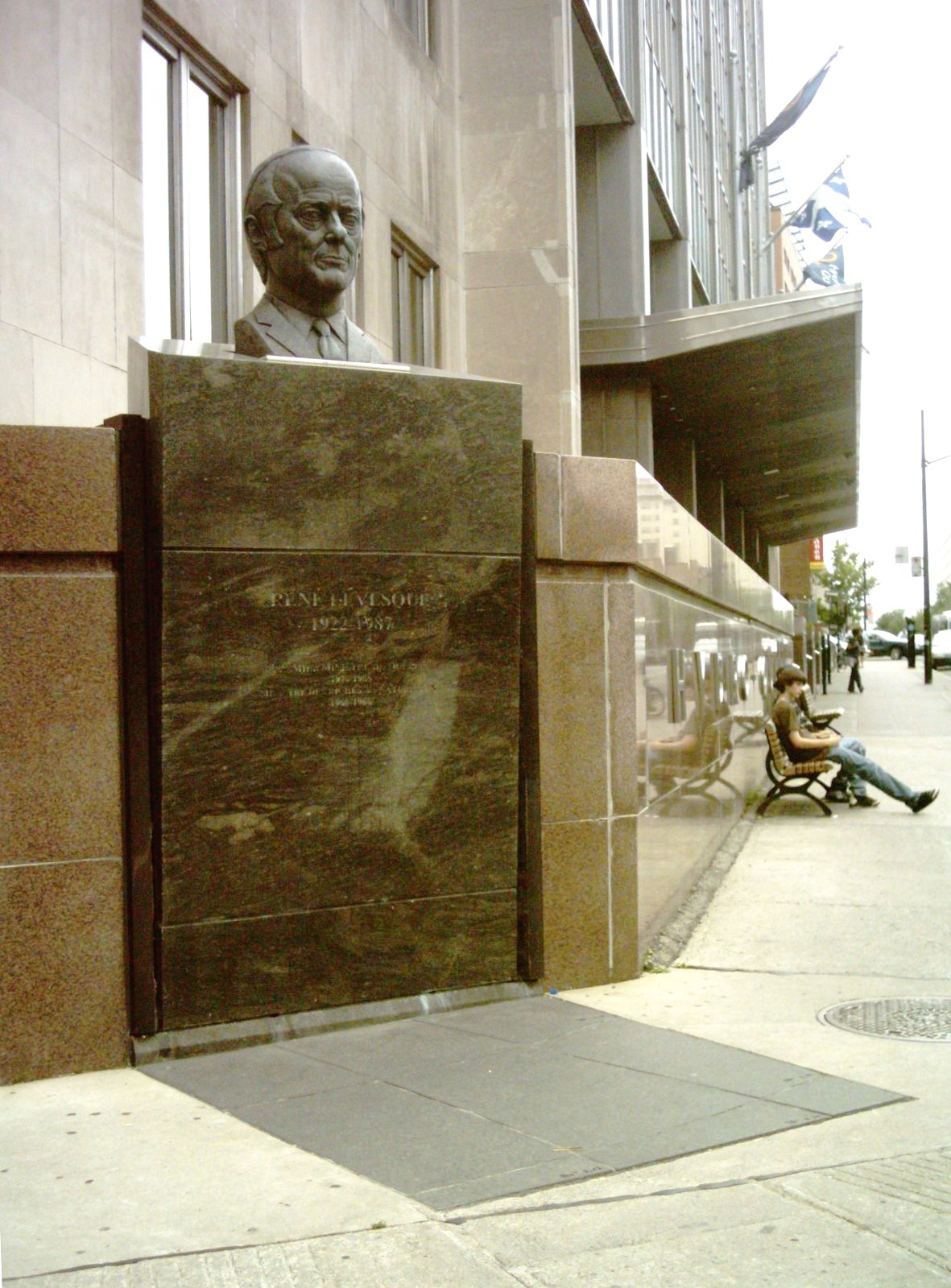
Busto de Lévesque en la sede de Hydro-Québec, la empresa energética estatal.

Cuando Lévesque llegó al gobierno, Quebec atravesaba una difícil situación económica. La tasa de paro superaba el 10%, había déficit en las cuentas públicas y la situación social era muy tensa, con múltiples huelgas durante sus dos mandatos. Aunque el objetivo principal del Partido Quebequés era el referéndum de autodeterminación, primero tuvo que solucionar la crisis financiera. Bajo su gobierno se produjo una mayor intervención en la economía. Su ministro de Finanzas fue Jacques Parizeau, partidario del keynesianismo y asesor durante la "Revolución Tranquila", que consideraba necesario que la administración cubriera las necesidades sociales, en lugar de la Iglesia católica o intereses privados.
En los primeros meses, la carrera política de Levesque se vio salpicada por el escándalo. El 6 de febrero de 1977, se supo que había atropellado a un vagabundo, presuntamente bajo los efectos del alcohol. El incidente tuvo mayor notoriedad cuando se conoció que René no iba con su esposa, sino con su secretaria Corinne Côté. El accidente no sólo le perjudicó en las encuestas de popularidad, sino que también supuso su divorcio. En abril de 1979, Lévesque contrajo matrimonio con Côté.
La ley más importante que aprobó en su primera legislatura fue la Carta de la lengua francesa de 1977, un documento por la normalización lingüística que daba prioridad al francés en una sociedad de amplia mayoría francófona. Gracias a ella el francés se convirtió en la única lengua oficial, mientras que el inglés se mantuvo como lengua opcional. Además, se dieron incentivos a los inmigrantes que se adaptaran a esta situación y los comercios no podían rotular en otro idioma.
Por ley, se prohibió que los partidos estuvieran financiados por empresas y se limitaron las contribuciones a aportaciones individuales de 3000 dólares canadienses. Cada partido estaba obligado a publicar sus presupuestos y las donaciones tenían que hacerse públicas. También se negoció con los sindicatos un aumento salarial, se creó un Ministerio de Asuntos Exteriores, se eliminaron los clubes privados y se implementaron nuevos impuestos al consumo. Su Gobierno fue el primero de Canadá que prohibió la discriminación por razones de orientación sexual, a través de la "Carta de Derechos de las Personas" de 1977.
Durante todo ese tiempo, Lévesque no cesó a la hora de buscar apoyos para su referéndum de autodeterminación. El primer ministro canadiense Pierre Elliott Trudeau consiguió el apoyo del presidente de Estados Unidos, Jimmy Carter, para que no reconociera una posible secesión. René encontró un mayor apoyo internacional en Francia, con la que Quebec ha mantenido siempre numerosos acuerdos. El referéndum de independencia se convocó para el 20 de mayo de 1980 y fue el primero que planteó una secesión de Quebec desde los tiempos de la Confederación Canadiense, mediante la soberanía-asociación. Pero cerca del 60% de los electores votaron en contra. Lévesque aceptó una negociación con el Gobierno canadiense para que atendieran sus reclamaciones y se resolvieran asuntos como una reforma de la Constitución de Canadá. Pese al fracaso en la consulta, el Partido Quebequés venció en las elecciones de 1981 y Lévesque revalidó su cargo.
Las negociaciones con Canadá para la Constitución ocuparon la mayor parte de su segunda legislatura y provocaron tensiones dentro de su partido. La mayoría de sus ministros, encabezados por Jacques Parizeau, dimitieron en bloque en 1984 al no estar de acuerdo con los retrasos para buscar la soberanía, porque Lévesque pensaba que la autodeterminación no debía convertirse en el único objetivo para el futuro. Además, Quebec volvió a entrar en recesión y se tomaron medidas neoliberales para frenar la tensión social, como prohibir el movimiento huelguístico por decreto en 1983. Ante la pérdida de apoyos políticos y sociales, Lévesque dimitió el 3 de octubre de 1985 y fue sucedido por su compañero de formación Pierre-Marc Johnson. Dos meses después, su partido perdió las elecciones.

### Fallecimiento
Cuando abandonó la actividad política, René Lévesque volvió al periodismo a través de colaboraciones y artículos de opinión en distintos diarios.
En 1987 comenzó a tener problemas de salud por el tabaco, ya que solía fumar mucho. A finales de octubre ingresó de urgencia en el hospital de Île des Sœurs en Montreal, donde falleció el 1 de noviembre por un infarto de miocardio. A su funeral acudieron decenas de miles de ciudadanos, entre ellos miembros del Gobierno quebequés, canadiense y personalidades de su partido. Sus restos fueron enterrados el 5 de noviembre en el cementerio de Saint-Michel de Sillery.

## Ideología y legado

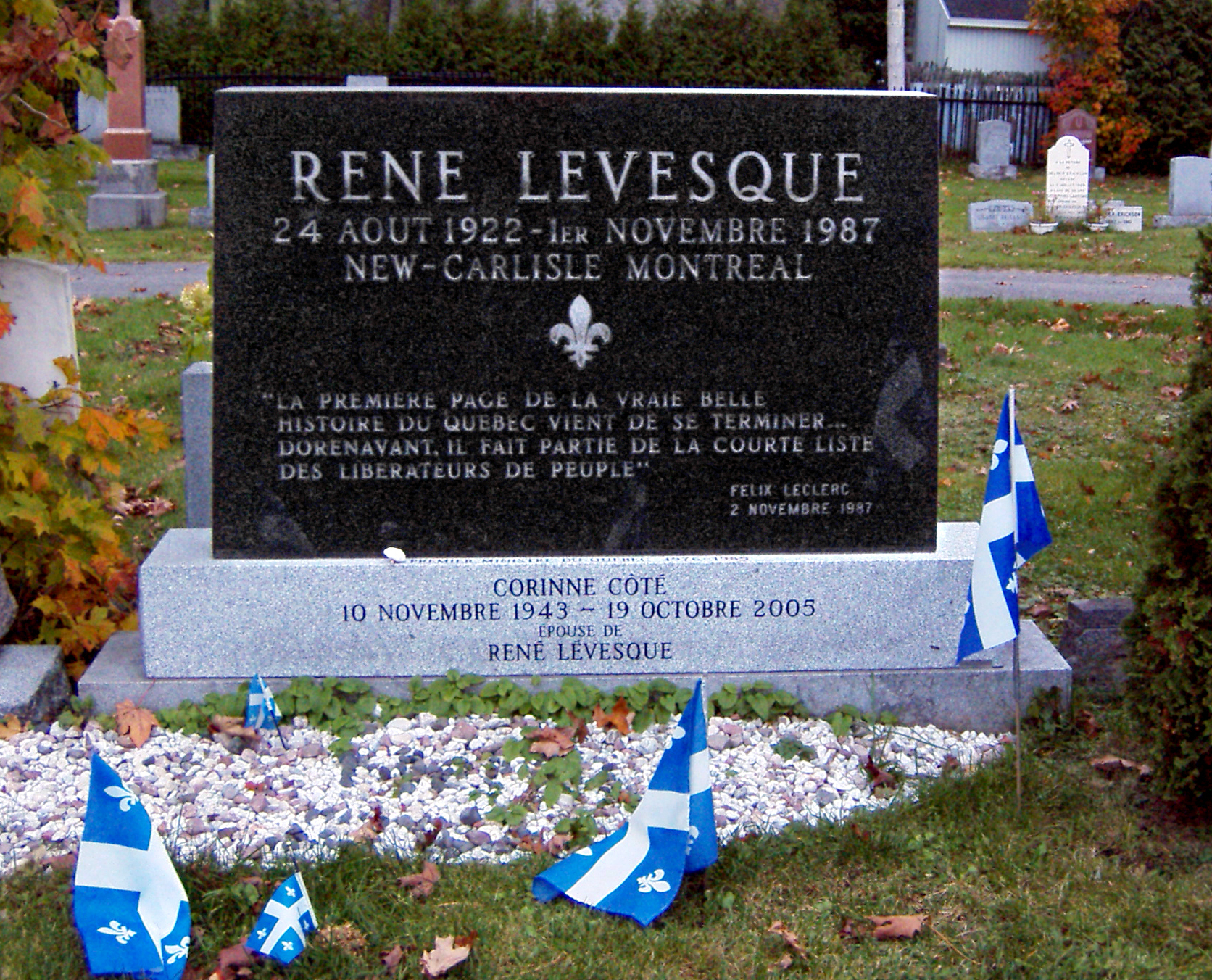
Tumba de René Lévesque en el cementerio Saint-Michel. En 2005 también se enterraron los restos de su viuda, Corinne Côté.

René Lévesque se convirtió en uno de los mayores referentes del nacionalismo quebequés, al ser el primer Premier de Quebec abiertamente soberanista. Como fundador del Partido Quebequés en 1968, consiguió que su formación fuera el primer partido independentista que entró en la Asamblea Nacional de Quebec, aunque él no obtuvo un escaño hasta ocho años después. Si bien estuvo más abierto a negociar con Canadá en su segundo mandato, volvió a mostrarse favorable a la independencia cuando abandonó la política en 1985. Aunque dimitió con baja aceptación popular, con el paso del tiempo fue reconocido por los quebequenses como uno de sus políticos preferidos.
Mientras la mayoría de intelecturales nacionalistas tienen como referente la cultura francesa y europea, Lévesque tendía puentes a la cultura anglosajona, con especial interés hacia los Estados Unidos. Cuando residió en Londres durante la Segunda Guerra Mundial, mostró su admiración por el comportamiento de las tropas aliadas, y por cómo los británicos afrontaban los bombardeos del ejército nazi. Para defender la soberanía de Quebec, solía compararla con la Revolución estadounidense. Además, Lévesque pasaba sus vacaciones veraniegas en Nueva Inglaterra, y tenía como referencia a medios como New York Times o a políticos como Franklin D. Roosevelt.
Para llegar a sus votantes, Lévesque solía hacer gala de su carisma, y a la hora de tratar temas como la independencia de Quebec buscaba el consenso entre la sociedad. En ese sentido, se mostró durante toda su carrera política como un defensor de la cultura quebequense, y en sus discursos públicos era muy apasionado y emocional, por lo que conectaba con su público con facilidad. Uno de sus momentos más destacados se produjo después de la derrota del "Si" en el referéndum de 1980, cuando el público cantó de forma espontánea el "Gens du pays", un tema de Gilles Vigneault que se convirtió en el himno no oficial de Quebec. Sin embargo, en su vida privada René era bastante tímido, y tenía dificultades para expresar sus ideas.
A su funeral asistieron decenas de miles de personas. Las ciudades más pobladas de Quebec, Montreal y Ciudad de Quebec, tienen avenidas céntricas con su nombre. Además, existen monumentos a su persona en la Asamblea Nacional de Quebec, la sede de Hydro-Québec, y las oficinas de Radio Canada en Montreal, donde trabajó como periodista.

### Otras lecturas
- "Lévesque, René", en The Canadian Encyclopedia. Historica Foundation, 2008
- "René Lévesque's Separatist Fight", en el sitio web de Canadian Broadcasting Corporation.